# ثابت بن محمد جرجانی
ابوالفتوح ثابت بن محمد جرجانی از نحویان و ادیبان مشهور قرن چهارم و پنجم بوده‌است که بین سال‌های ۳۵۰ تا ۴۳۱ ه.ق زیسته‌است. وی در گرگان متولد شد و زندگانی ابتدایی خود را در آنجا گذراند و بعدها به بغداد و سپس اندلس عزیمت کرد.

## زندگانی
ابوالفتوح ثابت بن محمد جرجانی از نحویان و ادیبان مشهور قرن چهارم و پنجم بوده‌است. وی به سال ۳۵۰ ه.ق در گرگان امروزی به دنیا آمد و همچون نیاکانش در همانجا زندگی کرد. ابن خطیب بغدادی، او را استرآبادی نیز خواند است. در نسب او عدوی نیز گزارش شده‌است. به گزارش ابن خطیب وی پیش از آنکه به اندلس مهاجرت داشته باشد، در بغداد ساکن بوده‌است و در آنجا علم می‌آموخته است. تاریخی که بغدادی برای این مرحله از زندگانی ثابت بن محمد گزارش می‌کند، ۳۷۵ ه.ق مصدف با ۹۸۸ میلادی است.
گزارش شده‌است که ثابت در سال ۴۰۹ ه.ق مصادف با ۱۰۱۵ میلادی و همزمان با پایان خلافت امویان در اندلس و آغاز حکومت ملوک الطوایف در این ناحیه، وارد اندلس شده‌است. او در غرناطه سکنا داشته و نخستین امیری که وی در اندلس با او ملاقات داشته و مورد توجه او قرار گرفته است، مجاهد بن یوسف عامری، ابوالجیش الموفق بوده‌است. به گزارش حمیدی و ابن بسام، ثابت در حمله‌ای که مجاهد عامری به جزیره ساردنی داشته‌است،‌ او را همراهی کرده‌است. ثابت بن محمد در غرناطه به سپاهیان بربر پیوسته بود و در آنجا یدیر بن حباسه — پسر عموی بادیس بن حبوس المظفر الناصر — طبق یک پیشگویی مبنی بر امتداد پادشاهی‌اش تا ۳۰ سال آینده در منطقه غرناطه، اقدام به تصاحب امارت کرد و بر ضد بادیس توطئه نمود. با آگاهی بادیس از این توطئه، ثابت به سوی اشبیلیه گریخت. با این حال دستور دستگیری خانواده ثابت صادر شد و با رسیدن این خبر به ثابت بن محمد، او تصمیم گرفت تا به امید عفو به نزد بادیس رفته و از او تقاضای عفو کند. پس از رسیدن ثابت به دربار بادیس، خواهش او سودی نبخشید و سرانجام در مجلسی در غرناطه، به قتل محکوم شد. تاریخ مرگ او را ۴۳۱ ه.ق گزارش کرده‌اند.

## تخصص
ثابت در شناسایی شعر جاهلی از اشعار اسلامی توانا بود و واژه های بیابانی نایاب و غریب را به خوبی حفظ داشت. او با فلسفه، منطق و نجوم آشنایی داشت و مردی سوارکار و جنگاور توصیف شده‌است. او را روایتگر ادبیات و لغت دانسته‌اند و در بغداد از کسانی چون ابواحمد عبدالسلام بصری و ابن جنی و علی بن عیسی ربعی روایت کرده‌است.

## آثار
تنها اثر منسوب به ثابت بن محمد ، شرح الجمل زجاجی است که در اندلس آن را بر طلاب علم املاء کرده‌است. نسخه‌ای خطی از این اثر را در کتابخانه اسکوریال نگهداری می‌کنند.